# I Wanna Go
„I Wanna Go” este un cântec al cântăreței de muzică pop Britney Spears, lansat ca al treilea single de pe albumul Femme Fatale.
Single-ul a fost aranjat muzical și mixat de Șerban Ghenea.

## Lista versiunilor
- Descărcare digitală[1]

1. „I Wanna Go” - 3:30

- German CD single

1. „I Wanna Go” – 3:30
2. „I Wanna Go” (remix de Gareth Emery) – 5:26